# Roman Rain
Roman Rain — российская музыкальная группа, играющая в жанре индастриал и дарквейв.

## История
Группа «Roman Rain» была создана на Дальнем Востоке, где получила известность и признание среди поклонников «тёмного» направления музыки. Там же были изданы первые два альбома группы.
В 2007 году Роман Рэин в одиночку переезжает из Владивостока в Санкт-Петербург, где переиздаёт второй альбом «31,0345 Years of Dread» на лейбле Dizzaster.
В ходе гастрольного тура в 2008 году по городам бывшего СССР в поддержку альбома «Рождённая Реять Бесплотность» группа выступает совместно с Das Ich и Gothika.
В 2009 году записывает несколько ремиксов на российскую альтернативную группу Слот. Принимает участие в записи дебютного альбома группы CrazY JulieT, с которой отправляется в турне по России, Украине и Молдавии.
В 2010 году группа начинает сотрудничество с продюсером Кириллом Тверезовским. В мае группа приняла участие в крупнейшем фестивале готической музыки Wave-Gotik-Treffen-2010 в Лейпциге.
В 2011 году на лейбле «СОЮЗ» был выпущен альбом «Роман Рэйн». В том же году Roman Rain принимает участие в записи пятого студийного альбома Слота F5, исполнив с группой песню «Тело». В марте вышел видеоклип на песню «Королева», который стал первым профессиональным клипом группы. Режиссёром клипа стал Ярослав Денисов. Осенью вышел EP «Атмосфера».
В 2012 году вышел новый полноформатный альбом «Магистр страстей», представленный на сольных концертах в Москве и Санкт-Петербурге. В мае 2012 Roman Rain открыли своим выступлением концерт группы Marilyn Manson.
Летом 2013 группа начинает сотрудничество с продюсерским центром Романа Харланова. В это же время группа объявляет о глобальной перезагрузке творчества, Роман Рэйн официально заявляет, об изменении музыкального стиля с готического на романтический мейнстрим. Осенью, в подтверждение данной новости, выходит новый клип «Барбара» который, по своей стилистике, полностью противоположен ранее выпущенному клипу «Королева».
В 2013-го году с подачи гитариста группы СЛОТ Сергея «ID» Боголюбского началось сотрудничество с Василием «Ghost» Горшковым,  которое длится до сих пор. На настоящий момент выпущены три альбома коллектива, где Василий играет на барабанах и является музыкальным продюсером («Тайны» 2014, «Стронций» 2018, «Decoder 0.1» 2022). 
На выступлениях к Роману и Василию присоединяются сессионные музыканты, играющие на гитаре и бас-гитаре.
27 апреля 2020 год появилось видео песни  "Крайний Метод".
15 марта 2024 года вышел сингл "В Темноту". Также в 2024 году были выпущены совместные композиции с группой PRANAYAMA - "Пепел" и с Мамми - "У Луны".

## Состав
- Роман Рэин — вокал, музыка, аранжировка, тексты песен
- Василий «Ghost» Горшков — ударные

Андрей Гришин — гитара
Владимир Пташник — бас гитара

## Дискография

### Альбомы
- 2001 — Lucid Interval
- 2004 — 31,0345 Years of Dread. Был переиздан в 2007 г. с добавлением новых треков[12]
- 2008 — Рождённая Реять Бесплотность[13]
- 2009 — Рождённая Реять Бесплотность. Версия 2.0. Цифровой релиз - на физическом носителе не издавался
- 2010 — Roman Rain. German Edition[14]
- 2011 — Роман Рэин. Russian Edition[15]
- 2011 — Атмосфера (EP)
- 2012 — Магистр Страстей
- 2013 — Барбара (Web-сингл)
- 2013 — Good Bye My Love (Web-сингл)
- 2014 — Стереокино. Цифровой релиз состоялся в 2013
- 2014 — Розы-Револьверы (Web-сингл)
- 2014 — Тайны
- 2018 — Стронций
- 2022 — Decoder 0.1
- 2022 - Decoder 0.2
- 2023 — 31,0345 Years of Dread ( remake)
- 2024 — В Темноту (сингл)

### Ремиксы
- 2007 — Otto Dix «Виртуальная любовь» (Roman Rain Remix). Ремикс вышел на переиздании альбома 31,0345 Years of Dread.
- 2009 — Слот «Alfa-Ромео + Beta-Джульетта» (Roman Rain Remix). Ремикс вышел на одноимённом сингле СЛОТ
- 2009 — CrazY JulieT «Poltergeist» (Roman Rain Polter Gay Remix)
- 2009 — Minerve «Crush» (Roman Rain Remix)
- 2009 — Endanger «Fool» (Roman Rain Remix)
- 2010 — Слот «Зеркала» (orchestra version by Roman Rain). Ремикс вышел на одноимённом сингле СЛОТ
- 2010 — Слот «Зеркала» (trip-hop remix by Roman Rain).
- 2011 — Louna «Бойцовский клуб»
- 2012 — DreamVeil «Агрессор»

### Видео
- 2006 – 5 years unDEAD. Владивосток. Концертное DVD
- 2008 — Прощание с тенью. Limited DVD
- 2011 — Королева
- 2013 — Барбара
- 2014 — Стереокино
- 2020 — Крайний метод
- 2022 — Перезагрузка
- 2022 — Decoder